# Bleptina eminens
Bleptina eminens là một loài bướm đêm trong họ Noctuidae.